# Gelderswoude
Gelderswoude (52° 06′ N, 4° 32′ L) é uma vila dos Países Baixos, na província de Holanda do Sul. Gelderswoude pertence ao município de Zoeterwoude, e está situada a 5 km, a nordeste de Zoetermeer.
A área de Gelderswoude, que também inclui as partes periféricas da cidade, bem como a zona rural circundante, tem uma população estimada em 90 habitantes.